# Алексеевка (Волынская область)
Алексе́евка (укр. Олексіївка) — село в Камень-Каширской городской общине Камень-Каширского района Волынской области Украины.
Население по переписи 2001 года составляет 562 человека. Почтовый индекс — 44500. Телефонный код — 3357. Занимает площадь 1,283 км².